# Leptotarsus (Longurio) lemniscatus
Leptotarsus (Longurio) lemniscatus is een tweevleugelige uit de familie langpootmuggen (Tipulidae). De soort komt voor in het Neotropisch gebied.